# Lycée professionnel des métiers de l'automobile Émile-Béjuit
Le lycée professionnel des métiers de l’automobile Émile Béjuit est un établissement public de formation aux métiers de l’automobile, du CAP au BAC professionnel.

## Localisation
Situé au 282 Route de Genas, à Bron, dans la métropole de Lyon, le lycée Émile Béjuit bénéficie d’une bonne accessibilité grâce à sa proximité avec plusieurs axes de transport. L'établissement est accessible par le périphérique Laurent Bonnevay (Sortie n°10 : Porte de Montchat), mais également par les lignes de bus C8 et 25 (arrêt Lycée de l'Automobile ou Genas - Bonnevay). Dès 2026, la ligne de tramway T6 (à l'arrêt Kimmerling - Genêts) et le futur BHNS améliora la desserte de l'établissement.
Le lycée Émile Béjuit est à proximité du centre hospitalier Le Vinatier mais également du groupement hospitalier Est : l'hôpital neurologique Pierre Wertheimer, l'hôpital cardiologique Louis Pradel, et l'hôpital Mère-Enfant.

## Classement du lycée
En 2015, le lycée se classe 47e sur 53 au niveau départemental quant à la qualité d'enseignement, et 1822e au niveau national. Le classement s'établit sur trois critères : le taux de réussite au bac, la proportion d'élèves de première qui obtient le baccalauréat en ayant fait les deux dernières années de leur scolarité dans l'établissement, et la valeur ajoutée (calculée à partir de l'origine sociale des élèves, de leur âge et de leurs résultats au diplôme national du brevet).

## Historique de l'établissement
Le Lycée Professionnel Émile Béjuit trouve son origine dans un centre d’apprentissage ouvert le 1er octobre 1948 à Villeurbanne, destiné à former des mécaniciens et électriciens automobiles. Rapidement confronté à une forte demande, le centre devient insuffisant. Sous l’impulsion de M. Béjuit, un nouveau site est envisagé à Bron.
La première pierre du Collège d’Enseignement Technique de l’Automobile est posée en 1966, mais M. Béjuit décède avant l'ouverture en 1967. L’établissement évolue au fil des décennies : CET en 1971, LEP en 1976, puis lycée professionnel en 1985. Des infrastructures modernes, dont un nouvel internat et un bâtiment pour la conduite routière, sont ajoutées entre 1984 et 1997. Une importante rénovation des bâtiments d'enseignement, de direction et de logements s’achève en 2000. La dernière rénovation, en 2019, concernait le bâtiment internat.
Le lycée s’est progressivement diversifié avec des formations en carrosserie, peinture, poids lourds, électronique et conduite routière.

## Formations proposées

### Conduite routière
- CAP Conducteur livreur de marchandises (CLM)
- Bac Pro Conducteur Transport Routier Marchandises (CTRM)
- CAP Agent d'Accueil et conducteur d'Autobus et d'Autocar (C4A)

### Maintenance Véhicules particuliers
- CAP Maintenance des Véhicules automobiles
- Bac. Pro Maintenance des véhicules automobiles

### Maintenance Véhicules Industriels
- CAP Maintenance des Véhicules Industriels
- Bac Pro Maintenance des Véhicules Industriels
- BTS Maintenance des Véhicules Industriels

### Carrosserie
- Bac Pro Carrosserie Réparation Automobile
- CAP Carrosserie Réparation

### Peinture
- CAP Peinture Automobile

## Projets
Certains élèves du lycée participent régulièrement :
- à la classe euros et l'ouverture à l’international dans le cadre "Erasmus" et la possibilité de faire des périodes de formation à l'étranger.
- à des Périodes de Formation en Milieu Professionnel (PFMP) au 7e régiment RMAT.
- au programme d'adaptation à l'emploi en partenariat avec le groupe PSA.
- à l'écurie de course de camions avec le "Bejuit Racing Truck".